# Chlorure de thulium(III)
Le chlorure de thulium(III) ou trichlorure de thulium est un composé inorganique du thulium et du chlore, de formule TmCl3. 

## Propriétés
Le chlorure de thulium(III) anhydre se présente sous la forme d'une poudre blanche à jaune clair ; sa forme hexahydratée est elle un solide vert clair, hygroscopique ; les deux formes sont solubles dans l'eau. Le chlorure du thulium(III) présente une structure cristalline monoclinique de groupe d'espace C2/m (n°12), semblable à celle du chlorure d'aluminium ou du chlorure d'yttrium(III), dans laquelle les ions thulium ont une géométrie octaédrique,,.

## Synthèse
Le chlorure de thulium(III) peut être obtenu par réaction entre l'oxyde de thulium(III) ou le carbonate de thulium(III) et le chlorure d'ammonium :
Tm2O3 + 6 NH4Cl → 2 TmCl3  + 6 NH3 + 2 H2O
La forme hexahydrate peut être obtenue par réaction entre le thulium métallique et l'acide chlorhydrique. On peut obtenir l'anhydre par réaction avec le chlorure de thionyle.
2 Tm + 6 HCl → 2 TmCl3 + 3 H2

## Réactions
Le chlorure de thulium(III) est un oxydant fort. Il réagit également avec les bases fortes pour former l'oxyde de thulium(III).